# Erica podophylla
Erica podophylla är en ljungväxtart som beskrevs av George Bentham. Erica podophylla ingår i släktet klockljungssläktet, och familjen ljungväxter. Inga underarter finns listade i Catalogue of Life.